# رناتو موری
رناتو موری (ایتالیایی: Renato Mori؛ ‏ ۲۹ مهٔ ۱۹۳۵ – ۲۲ اوت ۲۰۱۴) بازیگر، صداپیشه و مدیر دوبلاژ اهل ایتالیا بود.. وی بین سال‌های ۱۹۶۲ تا ۲۰۱۱ میلادی فعالیت می‌کرد.
از فیلم‌هایی که وی در آن نقش داشته‌است، می‌توان به ۱۹۰۰، شاه‌میگو برای صبحانه و عملیات سیب‌زمینی اشاره کرد.